# ビージーズ
- ビージーズ
- ビー・ジーズ

ビージーズ（英: Bee Gees）は、英国王室属領マン島生まれのイギリス人のギブ三兄弟を中心に構成された男性ボーカルグループ。1963年にオーストラリアでレコードデビューし、1973年からは米国を中心に活動。1960年代前半から息の長い活動を続け、「ラヴ・サムバディ」、「マサチューセッツ」、「メロディ・フェア」、「若葉のころ」、「イン・ザ・モーニング」、「ホリディ」、「ジョーク」、「傷心の日々」、「ラン・トゥ・ミー」、「ブロードウェイの夜」、「獄中の手紙」、「ステイン・アライヴ」など、数多くの名曲を発表した。ポップなメロディメイカーとしては、レノン＝マッカートニー（ビートルズ）やビヨルン＆ベニー（ABBA）らと並ぶ名ソングライターチームとして知られている。

## メンバー
ビージーズはギブ3兄弟を中心に結成されたが、1972年からは完全に兄弟のみのトリオ編成となった。全員共通してボーカルを担当。
- バリー・ギブ（Barry Gibb）（1946年9月1日-）・・・長身（182cm）で、ビージーズ結成から数多くの楽曲は彼が作曲し、リードボーカルを担当。70年代中期以降、ファルセット唱法を積極的に導入した。
- ロビン・ギブ（Robin Gibb）（1949年12月22日 - 2012年5月20日）・・・モーリスとの二卵性双生児で次男。一時的に脱退し､その後復帰した。ソロ活動も積極的に行った。
- モーリス・ギブ（Maurice Gibb）（1949年12月22日 - 2003年1月12日）・・・ロビンとの二卵性双生児で三男。ギター、ベース、そしてロビン同様にオルガン、メロトロン、ハープシコードなどの楽器を演奏することができた。グループのライブバンドのバンドマスターでもあり、ステージではベースやオルガンを演奏することが多かった。

## 来歴

### キャリア：デビュー以前からオーストラリア時代まで
ギブ兄弟は、オートバイレースで著名な英国王室属領マン島に生まれた。1946年9月1日にバリー、1949年12月22日にロビンとモーリスが二卵性双生児として誕生。1950年に父の故郷、イングランド・マンチェスターに移る。
1955年、ギブ兄弟は教会の合唱団に所属しキャリアをスタートさせる。自宅の近所には後にハーマンズ・ハーミッツのリードボーカルとして英米で大人気を博すピーター・ヌーン一家が居り、ギブ一家とは家族ぐるみの付き合いをしていた。1958年、父の仕事の都合により家族7人（両親、バリー、ロビン、モーリス、姉のレズリー、末っ子アンディ）でオーストラリアのクイーンズランド州ブリスベンに移住。一番下の弟、アンディ（1958年3月5日～1988年3月10日）はマンチェスターで生まれたばかりだった。ここで兄弟は、小遣い稼ぎに歌うようになる。最初のグループ名はラトルスネークス（Rattlesnakes）、その後、ウィー・ジョニー・ヘインズ＆ザ・ブルーキャッツ（Wee Johnny Hayes & The Bluecats）になった。
そして3人はラジオのDJ、ビル・ゲイツ（Bill Gates、マイクロソフト創業者とは別人）に紹介される。紹介者は、レーサーのビル・グード(Bill Goode)。ゲイツは、自分とグードのイニシャル（BG）から彼らのグループ名をBee Geesとつける。1960年に入るとテレビとラジオのレギュラー番組を持つようになった。1963年にフェスティバル・レコードより「The Battle Of The Blue And The Grey / 三つのキッス」でレコードデビューする運びとなり、以後は国民的人気を博すこととなる。ビージーズはエヴァリー・ブラザースからの影響も受けていた。

### ソフト・ロック期：1960年代-1974年

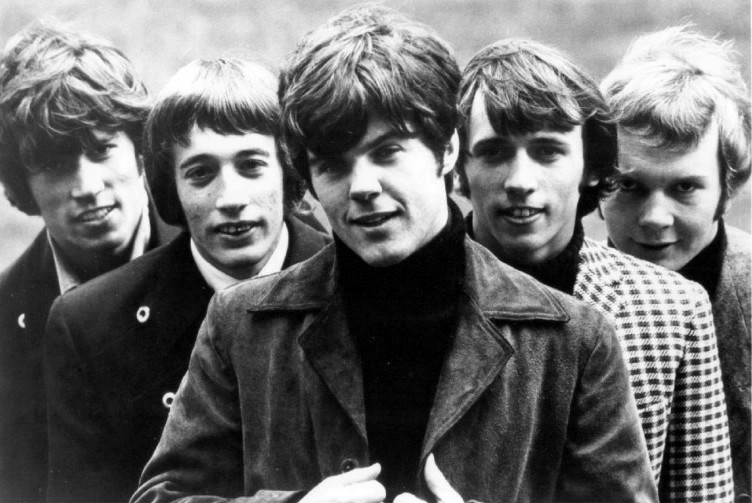
60年代の写真。左からバリー・ギブ、ロビン・ギブ、ヴィンス・メロニー、モーリス・ギブ、コリン・ピーターセン。

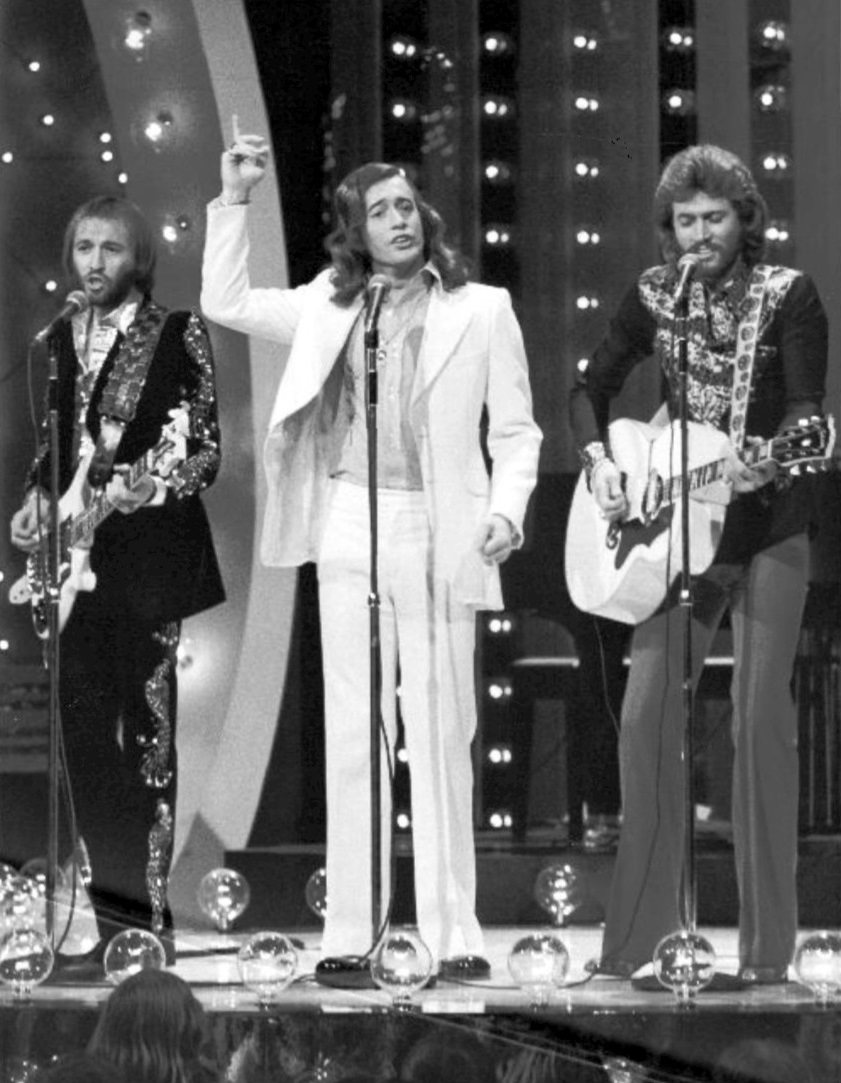
70年代の写真。ステージでは基本的に左からモーリス、ロビン、バリー・ギブ。

彼らは、1966年にはオーストラリアで最優秀ボーカルグループに選ばれ、翌1967年2月、シングル「スピックス＆スペックス」が全豪ナンバーワンヒットしている頃、オーストラリアでの大人気に着目したビートルズのマネージャーであるブライアン・エプスタインは、自らが経営するNEMSエンタープライズに入社したての新人ロバート・スティッグウッド（1934～2016）をオーストラリアへ赴かせ、ギブ兄弟にワールド・デビューの契約を持ち掛ける。
イギリスに帰国したギブ兄弟は、オーストラリア・クイーンズランド州生まれでロンドン育ちのドラマー、コリン・ピーターセン（1948～）、そしてオーストラリア時代から彼らのレコーディングにたびたび参加していたシドニー出身のヴィンス・メロニー（1945～）をリードギターに迎え、5人編成として1967年5月にポリドール・レコード本社より「ニューヨーク炭鉱の悲劇」でレコード・デビュー。アメリカでの発売元であるアトコ・レコード（アトランティック・レコードの子会社）が、新人では前代未聞の25万ドルで契約した。
以後、「ラヴ・サムバディ」、「ホリディ」、「マサチューセッツ」（全米11位）、「ワールド」、1968年に「ワーズ」、「ジャンボー」、「獄中の手紙」（初の全米トップ10入り）、「ジョーク」（同じく全米トップ10ヒット）をリリース。同年末にヴィンスがプロデューサー業に転向するため正式に脱退、翌1969年春、4thアルバム『オデッサ』およびシングル「若葉のころ」の発売間もなくロビンがソロ・シンガーになるべく独立（シングル「救いの鐘」は英国のみでヒット）、同年夏にはシングル「トゥモロウ・トゥモロウ」を最後にバリーとモーリスが一方的にコリンを解雇してしまう。
これによって2人となったビージーズは、「想い出を胸に」を全英トップ10に送り込むも、翌1970年春先にシングル「I.O.I.O.」およびアルバム『キューカンバー・キャッスル』発売直後の兄弟喧嘩によって空中分解。その後、それぞれソロ・シングルを発表するも芳しい結果は出せず、同年9月にバリー、ロビン、モーリスの3人は結束の下に改めてビージーズとして再出発することを誓う。
10月に再スタート第一弾アルバム『トゥー・イヤーズ・オン』を発売、翌71年1月にシングルカットされた「ロンリー・デイ」を全米3位（キャッシュボックス誌では1位）とし、続くシングル「傷心の日々」は念願の全米ナンバーワンとなるが、アルバムセールスは低調だった。71年のイギリス映画『小さな恋のメロディ』は、本国では成功しなかったものの、日本では興業的にも大成功となり、サントラ盤に収められた「メロディ・フェア」、「若葉のころ」などは日本人に親しまれた。
コリン解雇後はジェフ・ブリッジフォードがドラムを叩いていたものの1972年春、初の来日公演（アイドル人気だった1969年に予定されていたが、メンバーの脱退などの諸問題で延び延びとなっていた）寸前に解雇される。
1973年に、マネージャー兼プロデューサーでもあったロバート・スティッグウッドが設立したRSOレコードへ移籍し、アメリカでの発売元であるアトコ・レコードでかつてはヤング・ラスカルズなどを手掛けるなど華々しい経歴の持ち主であるアリフ・マーディンのプロデュースを受け、アルバム『ライフ・イン・ア・ティン・キャン』をリリース。マンネリ化した従来のストリングスサウンド（1967年以降ステージではバックに30人編成から成るストリングス・オーケストラをつけていた）からサウンドを変更したが、翌1974年のアルバム『ミスター・ナチュラル』も不発に終わる。マーディンは自信を失って迷いの中にいるメンバーに「課題は自分たちの新しい音楽スタイルの追求と発展とヒットレコードの制作だ。まわりの音楽状況やほかのアーティストのヒット状況に耳を傾けるように。ファンが何を求め、時代や状況に合った音楽は何か、その中の自分たちの可能性は何なのか」と問うてきた。そしてビージーズの大転換がはじまる。

### ディスコ期：1975年-1979年
1975年に芸能生活20周年記念アルバムでもある『メイン・コース』からシングルカットされた「ジャイヴ・トーキン」、「ブロードウェイの夜」がディスコブームに乗り、全米大ヒット。これよりディスコ時代の幕開けとなる。リズム主体のディスコなサウンドへと脱皮を図った彼らに対して、旧来のファンからは「売れるためにサウンドを変えた」と猛反発された。しかし以後も、ディスコ・ナンバーを中心とする路線を継続し、「ユー・シュッド・ビー・ダンシング」などの大ヒットを飛ばした。ディスコで大人気を誇っていたビージーズのナンバーを大きく取り入れた映画『サタデー・ナイト・フィーバー』が、1977年に公開された。同作品はアメリカだけでなく、海外でも大成功し、アルバムも大ヒットとなった。アルバムからはビージーズの「ステイン・アライヴ」、「ナイト・フィーヴァー」、タバレスの「モア・ザン・ア・ウーマン」、イボンヌ・エリマンの「イフ・アイ・キャント・ハヴ・ユー」などがヒットした。

### 1980年以後
1981年のアルバム『リヴィング・アイズ』がマイナーヒットに終わって以降は、各自のソロ活動と並行して他アーティストへの楽曲提供が活動の中心となり、数多くの全米ヒットを生み出す。
1987年にワーナー・レコードに移籍し、アルバム『E.S.P.』よりシングル・カットされた「ユー・ウィン・アゲイン」は、全英トップ10ヒット。1989年にはシングル「One」が久しぶりにヒットした。また、アンディ・ギブが早逝する悲劇に見舞われた。
2003年、メンバーのモーリス・ギブが急逝。モーリス死去後にロビンは再結成の意向はないと表明したが、2009年から活動を再開した。
2012年5月20日、ロビン・ギブの死去によりギブ3兄弟によるグループ活動は消滅した。

## 業績・受賞
全世界でのレコード・CDのセールスは2億3000万枚に上り、彼らの楽曲は古くはエルヴィス・プレスリー、近年はデスティニーズ・チャイルドらによってカバーされている。
1971年から1979年にかけて、ビルボードチャートに9曲のナンバーワンヒットを送り出した。
1978年の3月には、製作に携わった4つの楽曲が上位5位にランクイン、これはビートルズが1964年の4月に上位5つ全てを独占した記録に次ぐ偉業である。
1977年の最終週から翌1978年の8月までの32週にわたり、携わった楽曲が常に1位の座を独占し続けた。イギリスにおいては、ビートルズの28曲に次ぐ19曲がナンバーワンヒットを記録した。また、活動期間中に5つのグラミー賞を獲得した。
1994年にソングライターの殿堂、1995年にフロリダ・アーティストの殿堂、1997年にロックの殿堂、ARIA殿堂、2001年にボーカルグループの殿堂、2004年9月20日にはダンスミュージックの殿堂入りを果たし、音楽史上初めて4つの殿堂入りを記録するなど数々の殿堂入りを果たした。他にも、「英国の音楽に多大な貢献を行ったアーティスト」の栄誉も受賞した。

## 楽曲提供曲・カバーされた曲
1968年
- Only One Woman / マーブルズ　全英5位
- To Love Somebody / スウィート・インスピレーションズ　全米74位

1969年
- To Love Somebody / ニーナ・シモン　全英5位
- Marley Purt Drive / ホセ・フェリシアーノ　全米70位
- And The Sun Will Shine / ホセ・フェリシアーノ　全英25位
- Smile For Me / ザ・タイガース　オリコン3位　※タイガースに送ったという事でセルフカバーは発表していない

1970年
- Sweetheart / エンゲルベルト・フンパーディンク 　全米47位、全英22位

1975年
- Only One Woman / ナイジェル・オルソン　全米91位

1976年
- Jive Talkin' / ルーファス feat. チャカ・カーン　米R&B35位
- Come On Over / オリビア・ニュートン＝ジョン　全米23位
- ラブ・ミー - "Love Me" / イヴォンヌ・エリマン　全米14位、全英6位

1977年
- 恋のときめき - "I Just Want To Be Your Everything" / アンディ・ギブ　全米1位、米R&B19位、全英26位
- 愛の面影 - "Love Is Thicker Than Water" / アンディ・ギブ　全米1位
- Nights On Broadway / キャンディ・ステイトン　全英6位

1978年
- イフ・アイ・キャント・ハブ・ユー・If I Can't Have You / イヴォンヌ・エリマン　全米1位、米R&B60位、全英4位
- モア・ザン・ア・ウーマン・More Than A Woman / タバレス[14]　全米32位、全英7位
- 愛のエモーション - "Emotion" / サマンサ・サング　全米3位、米R&B42位、全英11位
- シャドウ・ダンシング - "Shadow Dancing" / アンディ・ギブ　全米1位、米R&B11位、全英42位
- An Everlasting Love / アンディ・ギブ　全米5位、全英10位
- (Our Love)Don't Throw It All Away / アンディ・ギブ　全米9位、全英32位
- Warm Ride / レア・アース　全米39位
- Night Fever / キャロル・ダグラス 　全英66位
- グリース - "Grease" / フランキー・ヴァリ　※バリー・ギブの作曲　全米1位、米R&B40位、全英3位
- Ain’t Nothing Gonna Keep Me From You / テリー・デサリオ　全米43位
- Stayin’ Alive / リチャード・エース　全英66位
- You Should Be Dancing / 西城秀樹 1978年7月22日後楽園球場コンサートでカバー。『BIG GAME'78 HIDEKI』に収録。

1979年
- You Stepped Into My Life / メルバ・ムーア　全米47位
- You Stepped Into My Life / ウェイン・ニュートン　全米90位

1980年
- ディザイア - "Desire" / アンディ・ギブ　全米4位、米R&B49位,
- I Can't Help It / アンディア・ギブ & オリビア・ニュートン＝ジョン　全米12位
- Hold On To My Love / ジミー・ラフィン　全米10位、米R&B29位、全英7位
- Woman In Love / バーブラ・ストライサンド　全米1位、全英1位
- ギルティ - "Guilty" / バーブラ・ストライサンド & バリー・ギブ　全米3位、全英34位
- タイム・イズ・タイム - "Time Is Time" / アンディ・ギブ　全米15位

1981年
- What Kind Of Fool / バーブラ・ストライサンド & バリー・ギブ　全米10位
- Promises / バーブラ・ストライサンド　全米48位
- Me (Without You) / アンディ・ギブ　全米40位

1982年
- ハートブレイカー - "Heartbreaker" / ディオンヌ・ワーウィック　全米10位、米R&B14位、全英2位
- All The Love In The World / ディオンヌ・ワーウィック　全英10位
- Take The Short Way Home / ディオンヌ・ワーウィック　全米41位
- Heart(Stop Beating In Time) / レオ・セイヤー　全英22位

1983年
- Islands In The Stream / ケニー・ロジャース & ドリー・パートン　全米1位、全英7位
- This Woman / ケニー・ロジャース　全米23位
- Eyes That See In The Dark / ケニー・ロジャース　全米79位、全英61位

1985年
- Eaten Alive / ダイアナ・ロス　全米77位、米R&B10位、全英71位
- Chain Reaction / ダイアナ・ロス　全米66位、米R&B85位、全英1位

1987年
- Jive Talkin' / ブギー・ボックス・ハイ　全英7位

1990年
- To Love Somebody / ジミー・ソマーヴィル　全英8位

1992年
- To Love Somebody / マイケル・ボルトン　全米11位、全英16位

1993年
- If I Can't Have You / キム・ワイルド　全英12位
- Grease / クレイグ・マクラクラン　全英44位

1995年
- How Deep Is Your Love / ポートレート　全米93位、全英41位
- Stayin'Alive / N-トランス　全英2位　※ビージーズのオリジナル版のイントロ部分からサンプリングされ、全編にわたり使用されている。

1996年
- How Deep Is Your Love / テイク・ザット　全英1位
- Words / ボーイゾーン　全英1位

1997年
- We Trying To Stay Alive / ワイクリフ・ジョン　全英13位

1998年
- Y(How Deep Is Your Love) / DJスコット・プロジェクト　全英57位
- Immortality / セリーヌ・ディオン & ビージーズ　全英5位
- Night Fever / アダム・ガルシア　全英15位
- More Than A Woman / 911　全英2位
- Tragedy / ステップス　全英1位

1999年
- You Should Be Dancing / ブロックスター　全英3位
- Love Me / マルティン・マカッチョン　全英6位

2001年
- Emotion / デスティニーズ・チャイルド　全米10位、米R&B28位、全英3位
- Chain Reaction / ステップス　全英2位
- I Could Not Love You More / KLB　※ブラジル人アーチストでビー･ジーズと同じ3兄弟で活動している。伯題は「Te Amar Ainda Mais」。「KLB 2001」収録。

2002年
- Honey(Love You Inside Out) / R・ケリー & ジェイ・Z　全英35位
- Sacred Trust / ワン・トゥルー・ヴォイス　全英2位

2003年
- My Lover's Prayer / アリステア・グリフィン & ロビン・ギブ　全英5位

2004年
- I Can Not Give You My Love / クリフ・リチャード　全英13位

2005年
- Come Tomorrow / バーブラ・ストライサンド & バリー・ギブ　全英95位

2006年
- Woman In Love / リズ・マクラーノン　全英5位

## ディスコグラフィ

### アルバム
| 年   | アルバム                                                         | 最高順位 | 最高順位 |
| 年   | アルバム                                                         | 米       | 英       |
| ---- | ---------------------------------------------------------------- | -------- | -------- |
| 1965 | The Bee Gees Sing and Play 14 Barry Gibb Songs                   | —        | —        |
| 1966 | スピックス・アンド・スペックスSpicks and Specks                  | —        | —        |
| 1967 | ビー・ジーズ・ファースト Bee Gees 1st                            | 7        | 8        |
| 1968 | ホリゾンタル Horizontal                                          | 12       | 16       |
| 1968 | アイディア Idea                                                  | 17       | 4        |
| 1969 | オデッサ Odessa                                                  | 20       | 10       |
| 1970 | キューカンバー・キャッスル Cucumber Castle                       | 94       | 57       |
| 1970 | トゥー・イヤーズ・オン 2 Years On                                | 32       | —        |
| 1971 | トラファルガー Trafalgar                                         | 34       | —        |
| 1972 | トゥ・フーム・イット・メイ・コンサーン To Whom It May Concern    | 35       | —        |
| 1973 | ライフ・イン・ア・ティン・キャン Life in a Tin Can               | 69       | —        |
| 1974 | ミスター・ナチュラル Mr. Natural                                 | 178      | —        |
| 1975 | メイン・コース Main Course                                       | 14       | —        |
| 1976 | チルドレン・オブ・ザ・ワールド Children of the World             | 8        | —        |
| 1979 | 失われた愛の世界 Spirits Having Flown                            | 1        | 1        |
| 1981 | リヴィング・アイズ Living Eyes                                   | 41       | 73       |
| 1987 | E.S.P.                                                           | 96       | 5        |
| 1989 | ONE One                                                          | 68       | 29       |
| 1991 | ハイ・シヴィライゼーション High Civilization                     | —        | 24       |
| 1993 | サイズ・イズント・エヴリシング Size Isn't Everything             | 153      | 23       |
| 1997 | スティル・ウォーターズ Still Waters                              | 11       | 2        |
| 2001 | ディス・イズ・ホエア・アイ・ケイム・イン This Is Where I Came In | 16       | 6        |

### シングル
- ニューヨーク炭鉱の悲劇 - "New York Mining Disaster 1941"（1967年）
- ラヴ・サムバディ - "To Love Somebody"（1967年）※ 全米17位、全英41位
- ※誰も見えない - "I Can't See Nobody"（1967年）※日本では「ニューヨーク炭鉱の悲劇」のB面
- マサチューセッツ - "Massachusetts"（1967年）※全米11位、全英1位
- ※ホリデイ - "Holiday"（1967年）※全米16位、日本では「マサチューセッツ」のB面
- ワールド - "World"（1967年）※全英9位
- ワーズ - "Words"（1968年）※全米15位、全英8位
- ジャンボー - "Jumbo"（1968年）※全米57位、全英25位
- ※恋するシンガー - "The Singer Sang His Song"（1968年）※全米116位、日本では「ジャンボー」のB面
- 獄中の手紙 - "I've Gotta Get A Message To You"（1968年）※全米8位、全英1位
- ジョーク - "I Started A Joke"（1968年）※全米6位
- 若葉のころ - "First Of May"（1969年）※全米37位、全英6位、日本では1996年にTBSの同名ドラマ『若葉のころ』の主題歌に使われた。
- トゥモロウ・トゥモロウ - "Tomorrow,Tomorrow"（1969年）※全米54位、全英23位
- 想い出を胸に - "Don't Forget To Remember"（1969年）※全米73位、全英2位
- "If Only I Had My Mind On Something Else"（1970年）※全米91位、日本未発売
- アイ・オー・アイ・オー - "IOIO"（1970年）※全米94位、全英41
- ロンリー・デイ - "Lonely Days"（1971年）※全米3位、全英33位
- メロディ・フェア - "Melody Fair"（1971年）※映画『小さな恋のメロディ』の主題歌として、日本でのみシングル・カットされ大ヒット。オリコン3位
- イン・ザ・モーニング - "In The Morning"（1971年）※映画『小さな恋のメロディ』の主題歌として日本でのみシングル・カットされた。オリコン36位
- ※傷心の日々 - "How Can You Mend A Broken Heart"（1971年）※全米1位、日本では「カントリー・ウーマン」のB面
- 過ぎ去りし愛の夢 - "Don't Wanna Live Inside Myself"（1971年）※全米53位
- マイ・ワールド - "My World"（1972年）※全米16位、全英16位
- ラン・トゥー・ミー - "Run To Me"（1972年）※全米16位、全英9位
- アライヴ - "Alive"（1972年）※全米34位
- 希望の夜明け - "Saw A New Morning"（1973年）※全米94位
- ひとりぼっちの夏 - "Wouldn't Be Someone"（1973年）※全米115位
- ミスター・ナチュラル - "Mr Natural"（1974年）※全米93位
- 愛のシャレード - "Charade"（1974年）※全米103位
- ジャイブ・トーキン - "Jive Talkin"（1975年）※全米1位、全英5位
- ブロードウェイの夜 - "Nights On Broadway"（1975年）※全米7位
- ファニー - "Fanny(Be Tender With My Love)"（1975年）※全米12位
- ユー・シュッド・ビー・ダンシング - "You Should Be Dancing"（1976年）※全米1位、米R&B4位、全英5位
- 偽りの愛 - "Love So Right"（1976年）※全米3位、米R&B32位、全英41位
- ブーギ・チャイルド - "Boogie Child"（1976年）※全米12位、米R&B31位
- 宇宙の片隅 - "Edge Of The Universe"（1977年）※全米26位
- 愛はきらめきの中に - "How Deep Is Your Love"（1977年）※全米1位、全英3位
- ステイン・アライヴ - "Stayin' Alive"（1978年）※全米1位、米R&B4位、全英4位、日本ではホンダ・オデッセイのCMソング（2008年～）に使われた。
- 恋のナイト・フィーバー - "Night Fever"（1978年）※全米1位、米R&B8位、全英1位
- 失われた愛の世界 - "Too Much Heaven"（1979年）※全米1位、米R&B10位、全英3位
- 哀愁のトラジディ - "Tragedy"（1979年）※全米1位、米R&B44位、全英1位
- ラブ・ユー・インサイド・アウト - "Love You Inside Out"（1979年）※全米1位、米R&B57位、全英13位
- 愛のパラダイス - "Spirits(Having Flown)"（1979年）※全英16位
- 愛はトライアングル - "He's A Liar"（1981年）※全米30位、全英82位
- リヴィング・アイズ - "Living Eyes"（1981年）※全米45位
- ウーマン・イン・ユー - "The Woman In You"（1983年）※全米24位、米R&B77位、全英81位
- よりそう二人 - "Someone Belonging To Someone"（1983年）※全米49位、全英49位
- ユー・ウィン・アゲイン - "You Win Again"（1987年）※全米75位、全英1位
- E.S.P. - "E.S.P."（1987年）※全英51位
- クレイジー・フォー・ユア・ラヴ - "Crazy For Your Love"（1988年）※全英79位
- オーディナリィ・ライヴス - "Ordinary Lives"（1989年）※全英54位
- ONE - "One"（1989年）※全米7位、全英71位
- シークレット・ラヴ - "Secret Love"（1991年）※全英5位
- ペイイング・ザ・プライス・オブ・ラヴ - "Paying The Price Of Love"（1993年）※全米74位、全英23位
- 誰がために鐘は鳴る - "For Whom The Bell Tolls"（1993年）※全米109位、全英4位
- 甘い経験（パート1） - "How To Fall In Love Pt.1"（1994年）※全英30位
- アローン - "Alone"（1997年）※全米28位、全英5位
- もうこれ以上愛せないほど - "I Could Not Love You More"（1997年）※全英14位
- スティル・ウォータース・ラン・ディープ - "Still Waters Run Deep"（1997年）※全米57位、全英18位
- ディス・イズ・ホエア・アイ・ケイム・イン - "This Is Where I Came In"（2001年）※全英18位

### サウンドトラック
- 『小さな恋のメロディ』(1971年)
- 『サタデー・ナイト・フィーバー』(1977年)

## 日本公演
- 1972年

3月23日 渋谷公会堂、24日 日本武道館、25日,26日 大阪フェスティバルホール
- 1973年

9月1日新宿厚生年金会館、9月2日渋谷公会堂、5日 福岡九電記念体育館、6日 倉敷市民会館、7日 名古屋市民会館、8日 渋谷公会堂、10日、11日 大阪フェスティバル・ホール、12日 京都会館、13日 静岡駿府会館、14日、15日 新宿厚生年金会館
- 1974年

10月19日,11月3日,4日中野サンプラザ、10月21日広島郵便貯金ホール、10月22日愛媛県民館、10月23日,25日大阪フェスティバルホール、10月24日京都会館、10月26日名古屋市民会館、10月28日新宿厚生年金会館、10月29日静岡駿府会館、10月30日横浜文化体育館、11月1日新潟体育館、11月5日宮城県民会館、11月6日北海道厚生年金会館
- 1989年

11月28日,29日 横浜アリーナ、12月2日 名古屋レインボーホール、4日 大阪城ホール、6日 福岡サンパレス、7日 愛媛県県民文化会館

## ミュージカル
『サタデー・ナイト・フィーバー』は、1998年にミュージカル版もロンドンで製作され、翌年にはブロードウェー公演も果たし、日本公演は2003年に新宿コマ劇場で行われた。続編である映画『ステイン・アライブ』も公開された。